# Yu Jeong-ae
Yu Jeong-ae (유정애?; 5 ottobre 1969) è un'ex cestista sudcoreana.

## Carriera
Con la Corea del Sud ha disputato i Campionati mondiali del 1990.